# مارك جاسول
مارك جاسول (بالإسبانية: Marc Gasol)‏ مواليد 29 يناير 1985، هو لاعب كرة سلة إسباني يلعب مع فريق ميمفيس غريزليس في الرابطة الوطنية لكرة السلة ويحمل الرقم 33. يبلغ طوله 7 قدم 1 بوصة (2.2 م).

## فرق لعب لها
- ميمفيس غريزليس

## الميداليات
| الميدالية | المسابقة                                    |
| --------- | ------------------------------------------- |
| فضية      | كرة السلة في الألعاب الأولمبية الصيفية 2008 |
| فضية      | الألعاب الأولمبية الصيفية 2012              |
| ذهبية     | بطولة كأس العالم لكرة السلة 2006            |
| ذهبية     | بطولة أمم أوروبا لكرة السلة 2009            |
| ذهبية     | بطولة أمم أوروبا لكرة السلة 2011            |
| فضية      | بطولة أمم أوروبا لكرة السلة 2007            |
| برونزية   | بطولة أمم أوروبا لكرة السلة 2013            |

## روابط خارجية
- مارك جاسول على موقع الاتحاد الدولي لكرة السلة (الإنجليزية)
- مارك جاسول على موقع إن بي أي (الإنجليزية)
- مارك جاسول على موقع سبورتس رفرنس (الإنجليزية)
- مارك جاسول على موقع الدوري الإسباني لكرة السلة (الإسبانية)
- مارك جاسول على موقع كرة السلة الأوروبية.كوم (الإنجليزية)
- مارك جاسول على موقع إي إس بي إن.كوم (الإنجليزية)
- مارك جاسول على موقع ريلجم (الإنجليزية)
- مارك جاسول على موقع بروبوليرز (الإنجليزية)
- مارك جاسول على موقع سبورتس رفرنس (الإنجليزية)
- مارك جاسول على موقع اللجنة الأولمبية الدولية (الإنجليزية)